# Liste der Baudenkmale in Fichtwald
In der Liste der Baudenkmale in Fichtwald sind alle Baudenkmale der brandenburgischen Gemeinde Fichtwald und ihrer Ortsteile aufgelistet. Grundlage ist die Veröffentlichung der Landesdenkmalliste mit dem Stand vom 31. Dezember 2023.

## Baudenkmale in den Ortsteilen
In den Spalten befinden sich folgende Informationen:
- ID-Nr.: Die Nummer wird vom Brandenburgischen Landesamt für Denkmalpflege vergeben. Ein Link hinter der Nummer führt zum Eintrag über das Denkmal in der Denkmaldatenbank. In dieser Spalte kann sich zusätzlich das Wort Wikidata befinden, der entsprechende Link führt zu Angaben zu diesem Denkmal bei Wikidata.
- Lage: die Adresse des Denkmales und die geographischen Koordinaten. Link zu einem Kartenansichtstool, um Koordinaten zu setzen. In der Kartenansicht sind Denkmale ohne Koordinaten mit einem roten beziehungsweise orangen Marker dargestellt und können in der Karte gesetzt werden. Denkmale ohne Bild sind mit einem blauen bzw. roten Marker gekennzeichnet, Denkmale mit Bild mit einem grünen beziehungsweise orangen Marker.
- Bezeichnung: Bezeichnung in den offiziellen Listen des Brandenburgischen Landesamtes für Denkmalpflege. Ein Link hinter der Bezeichnung führt zum Wikipedia-Artikel über das Denkmal.
- Beschreibung: die Beschreibung des Denkmales
- Bild: ein Bild des Denkmales und gegebenenfalls einen Link zu weiteren Fotos des Baudenkmals im Medienarchiv Wikimedia Commons

### Hillmersdorf
Der Ort wurde das erste Mal 1360 urkundlich erwähnt. Im 14. Jahrhundert existierte hier ein Rittergut. Die Dorfkirche wurde im 15. Jahrhundert erbaut. Im Dreißigjährigen Krieg wurde das Dorf komplett zerstört, ab 1651 wurde es wieder aufgebaut.
| ID-Nr.                           | Lage                 | Bezeichnung                                       | Beschreibung | Bild                                              |
| -------------------------------- | -------------------- | ------------------------------------------------- | --- | ------------------------------------------------- |
| 09135195 Wikidata                | Dorfstraße (Lage)    | Dorfkirche                                        | Die evangelische Kirche wurde im spätgotischen Stil im 17. Jahrhundert errichtet. Der Taufstein wurde Anfang des 16. Jahrhunderts erstellt.                                                                      | weitere Bilder                                    |
| 09135883 Teilobjekt zu: 09135195 | Dorfstraße (Lage)    | Glocke                                            | | BW                                                |
| 09135884 Teilobjekt zu: 09135195 | Dorfstraße (Lage)    | Glocke                                            | | BW                                                |
| 09135735                         | Dorfstraße 13 (Lage) | Wohnhaus mit Toreinfahrt eines Kleinbauerngehöfts | Das Wohnhaus gehört zu einem Vierseithof. Das Ziegelhaus wurde 1906/1907 erbaut. Es ist ein traufständiges, eingeschossiges Haus mit Drempel und einem Satteldach. Rechts am Haus befindet sich die Toreinfahrt. | Wohnhaus mit Toreinfahrt eines Kleinbauerngehöfts |

### Naundorf
Naundorf wurde das erste Mal im Jahre 1346 urkundlich erwähnt. Allerdings stand das Dorf etwas weiter westlich. 1539 wird eine Kirche erwähnt. 1719 brannte das Dorf ab, es wurde wieder aufgebaut. Weitere Brände mit Schäden gab es 1853, 1854 und 1858.
| ID-Nr.   | Lage                 | Bezeichnung                         | Beschreibung | Bild |
| -------- | -------------------- | ----------------------------------- | --- | ---- |
| 09135614 | Dorfstraße 22 (Lage) | Rechter Stallspeicher mit Oberlaube | Der Stallspeicher ist Teil eines Vierseithofes, der 1825 erbaut wurde. Es ist ein zweistöckiger Bau mit einem Satteldach. Unter dem Satteldach befindet sich die vorkragende Oberlaube. | BW   |

### Stechau
Das Dorf wurde erstmals im Jahre 1181 erwähnt. Am Ende des Dreißigjährigen Krieges war der Ort zerstört, er war wüst. Im Jahre 1752 wurde das Schloss erbaut. In der Mitte des 19. Jahrhunderts wurde Torf abgebaut. Seit dem 18. Jahrhundert ist eine Bockwindmühle bekannt, eine Schleifmühle gab es von 1800 bis 1866.
| ID-Nr.                           | Lage                 | Bezeichnung | Beschreibung | Bild |
| -------------------------------- | -------------------- | --- | --- | --- |
| 09135244 Wikidata                | Dorfstraße 53 (Lage) | Schloss | Das Schloss wurde 1752 erbaut. Im Jahre 1914 wurde es umgebaut, ein weiterer Umbau fand 1994 statt. Es ist ein zweigeschossiger Bau mit einem Mansarddach. | weitere Bilder |
| 09135245                         | Dorfstraße 53 (Lage) | Schlosspark | Der Park ist etwa 3,8 Hektar groß. Er befindet sich nördlich des Schlosses. Angelegt wurde er zur Bauzeit des Schlosses im Jahre 1752. Um 1880 wurde der Park in einem landwirtschaftlichen Park umgewandelt. | Schlosspark |
| 09135243                         | Dorfstraße 60 (Lage) | Dorfkirche | Die Kirche wurde im 13. Jahrhundert erbaut. Um das Jahr 1732 wurde die Kirche im barocken Stil umgebaut. Im Inneren befindet sich ein Kanzelaltar aus dem Jahr 1743, im Kanzelkorb befindet sich eine Kreuzigungsszene. Die Hufeisenempore, das Gemeinde-, das Pfarrer- und das Patronatsgestühl wurde 1732 erstellt. In der Kirche befinden sich mehrere Epitaphe, sie sind für die Familie von Birkholtz und die Familie von Ampach aufgestellt worden. | weitere Bilder |
| 09135914 Teilobjekt zu: 09135243 | Dorfstraße 60 (Lage) | Glocke | | BW |
| 09135915 Teilobjekt zu: 09135243 | Dorfstraße 60 (Lage) | Glocke | | BW |
| 09135916 Teilobjekt zu: 09135243 | Dorfstraße 60 (Lage) | Glocke | | BW |
| 09135635                         | Dorfstraße 61 (Lage) | Gehöft, bestehend aus Wohnhaus mit Tordurchfahrt und Torbogen, linkem Stallspeicher und Taubenturm sowie Hofpflasterung | Das Gehöft wurde Ende des 19., Anfang des 20. Jahrhunderts erbaut. Es ist ein Vierseithof. Das Wohnhaus ist ein eingeschossiges massives Haus mit einem Drempel und einem Satteldach. In der Mitte der Fassade befindet sich ein Zwerchhaus, rechts davon ist die Tordurchfahrt. Die Stallspeicher und das Taubenhaus wurden um 1909 erbaut. | Gehöft, bestehend aus Wohnhaus mit Tordurchfahrt und Torbogen, linkem Stallspeicher und Taubenturm sowie Hofpflasterung |
| 09136369 Teilobjekt zu: 09135635 | Dorfstraße 61 (Lage) | Wohnhaus & Auszüglerhaus                                                                                                | | BW |
| 09136370 Teilobjekt zu: 09135635 | Dorfstraße 61 (Lage) | Stall | | BW |
| 09136371 Teilobjekt zu: 09135635 | Dorfstraße 61 (Lage) | Taubenturm | | BW |
| 09135637                         | Dorfstraße 63 (Lage) | Wohnhaus, Taubenturm und Durchfahrtsscheune eines Mittelbauerngehöfts                                                   | Das Wohnhaus des Gehöfts wurde 1907 erbaut. Es ist ein eingeschossiges, traufständiges Haus mit einem Drempel und einem Krüppelwalmdach. Rechts vom Haus befindet sich die Toreinfahrt und das Auszüglerhaus. | Wohnhaus, Taubenturm und Durchfahrtsscheune eines Mittelbauerngehöfts                                                   |
| 09136373 Teilobjekt zu: 09135637 | Dorfstraße 63 (Lage) | Wohnhaus | | BW |
| 09136374 Teilobjekt zu: 09135637 | Dorfstraße 63 (Lage) | Scheune | | BW |
| 09136375 Teilobjekt zu: 09135637 | Dorfstraße 63 (Lage) | Taubenhaus | | BW |
| 09135666                         | Dorfstraße 70 (Lage) | Mittelbauerngehöft, bestehend aus Wohnhaus, Stall und Scheune                                                           | Das Gehöft wurde von 1908 bis 1912 erbaut. | Mittelbauerngehöft, bestehend aus Wohnhaus, Stall und Scheune                                                           |
| 09136394 Teilobjekt zu: 09135666 | Dorfstraße 70 (Lage) | Wohnhaus & Auszüglerhaus                                                                                                | | BW |
| 09136385 Teilobjekt zu: 09135666 | Dorfstraße 70 (Lage) | Kuhstall & Schweinestall                                                                                                | | BW |
| 09136386 Teilobjekt zu: 09135666 | Dorfstraße 70 (Lage) | Scheune | | BW |